# Liste der Biosphärenreservate in Deutschland

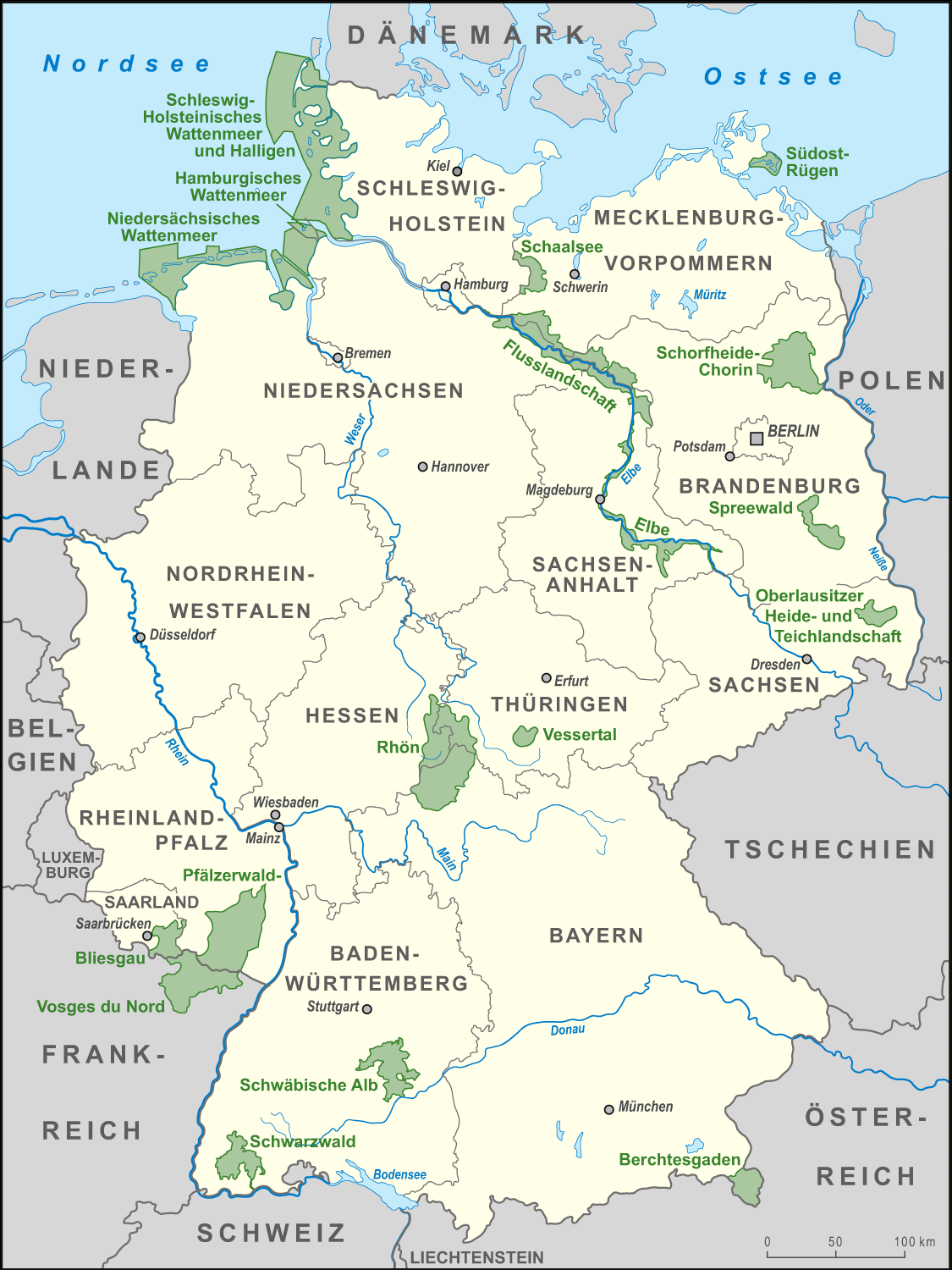
Biosphärenreservate in Deutschland

Die Liste der Biosphärenreservate in Deutschland listet die 16 von der UNESCO anerkannten Biosphärenreservate Deutschlands auf, zusätzlich das noch nicht anerkannten Biosphärenreservat Karstlandschaft Südharz und das aufgegebene Biosphärenreservat Bayerischer Wald.
Über Biosphärenreservate verfügen die Bundesländer Bayern, Baden-Württemberg, Brandenburg, Hamburg, Hessen, Mecklenburg-Vorpommern, Niedersachsen, Rheinland-Pfalz, Saarland, Sachsen, Sachsen-Anhalt, Schleswig-Holstein, Thüringen. Über keine verfügen: Berlin, Bremen, Nordrhein-Westfalen.

## Von der UNESCO anerkannte Biosphärenreservate
| Biosphärenreservat | Karte                                                                                       | Bundesland                                                                             | Gesamtgröße [ha] | Kernzone [ha] | Pflegezone [ha] | Entwicklungszone [ha] | UNESCO-Anerkennung | Koordinaten                  |
| --- | ------------------------------------------------------------------------------------------- | -------------------------------------------------------------------------------------- | ---------------- | ------------- | --------------- | --------------------- | ------------------ | ---------------------------- |
| Berchtesgadener Land | Biosphärenreservat Berchtesgaden · Karte von Deutschland                                    | Bayern                                                                                 | 84.000           | 13.896        | 9537            | 60.551                | 1990               | 47° 36′ 0″ N, 13° 0′ 0″ O    |
| Bliesgau | Biosphärenreservat Bliesgau · Karte von Deutschland                                         | Saarland                                                                               | 36.152           | 1103          | 7051            | 27.998                | 2009               | 49° 14′ 15″ N, 7° 15′ 35″ O  |
| Drömling | Biosphärenreservat Drömling · Karte von Deutschland                                         | Sachsen-Anhalt, Niedersachsen                                                          | 34.070           | 840           | 10.680          | 22.550                | 2023               | 52° 27′ 31″ N, 11° 3′ 13″ O  |
| Flusslandschaft Elbe (Teilgebiete Mittelelbe, Steckby-Lödderitzer Forst, Flusslandschaft Elbe-Brandenburg, Flusslandschaft Elbe-Mecklenburg-Vorpommern, Niedersächsische Elbtalaue) | Biosphärenreservat Flusslandschaft Elbe · Karte von Deutschland                             | Sachsen-Anhalt, Brandenburg, Mecklenburg-Vorpommern, Niedersachsen, Schleswig-Holstein | 275.893          | 3570          | 55.523          | 216.800               | 1979, 1997         | 52° 33′ 20″ N, 11° 33′ 10″ O |
| Hamburgisches Wattenmeer | Biosphärenreservat Hamburgisches Wattenmeer · Karte von Deutschland                         | Hamburg                                                                                | 11.700           | 10.530        | 1170            | –                     | 1992               | 53° 54′ 0″ N, 8° 25′ 29″ O   |
| Niedersächsisches Wattenmeer | Biosphärenreservat Niedersächsisches Wattenmeer · Karte von Deutschland                     | Niedersachsen                                                                          | 240.000          | 130.000       | 108.000         | 2000                  | 1992               | 53° 46′ 17″ N, 7° 37′ 46″ O  |
| Oberlausitzer Heide- und Teichlandschaft | Biosphärenreservat Oberlausitzer Heide- und Teichlandschaft · Karte von Deutschland         | Sachsen                                                                                | 30.102           | 1124          | 12.015          | 16.963                | 1996               | 51° 19′ 29″ N, 14° 32′ 22″ O |
| Pfälzerwald-Nordvogesen | Biosphärenreservat Pfälzerwald-Nordvogesen · Karte von Deutschland                          | Rheinland-Pfalz                                                                        | 177.842          | 3939          | 49.261          | 124.642               | 1992               | 49° 13′ 41″ N, 7° 42′ 54″ O  |
| Rhön | Biosphärenreservat Rhön · Karte von Deutschland                                             | Bayern, Hessen, Thüringen                                                              | 243.323          | 7438          | 53.897          | 181.988               | 1991               | 50° 35′ 0″ N, 10° 5′ 0″ O    |
| Schaalsee | Biosphärenreservat Schaalsee · Karte von Deutschland                                        | Mecklenburg-Vorpommern                                                                 | 30.900           | 1916          | 8930            | 20.054                | 2000               | 53° 38′ 0″ N, 10° 58′ 0″ O   |
| Schleswig-Holsteinisches Wattenmeer und Halligen | Biosphärenreservat Schleswig-Holsteinisches Wattenmeer und Halligen · Karte von Deutschland | Schleswig-Holstein                                                                     | 443.100          | 157.000       | 284.000         | 2100                  | 1990               | 54° 27′ 23″ N, 8° 38′ 47″ O  |
| Schorfheide-Chorin | Biosphärenreservat Schorfheide-Chorin · Karte von Deutschland                               | Brandenburg                                                                            | 129.160          | 3901          | 24.440          | 100.819               | 1990               | 53° 0′ 0″ N, 13° 40′ 0″ O    |
| Schwäbische Alb | Biosphärengebiet Schwäbische Alb · Karte von Deutschland                                    | Baden-Württemberg                                                                      | 85.269           | 2645          | 35.410          | 47.214                | 2009               | 48° 26′ 5″ N, 9° 28′ 44″ O   |
| Schwarzwald | Biosphärengebiet Schwarzwald · Karte von Deutschland                                        | Baden-Württemberg                                                                      | 63.236           | 1905          | 18.523          | 42.808                | 2017               | 47° 47′ 21″ N, 7° 57′ 27″ O  |
| Spreewald | Biosphärenreservat Spreewald · Karte von Deutschland                                        | Brandenburg                                                                            | 47.509           | 1.423         | 8.885           | 37.201                | 1991               | 51° 51′ 35″ N, 14° 3′ 32″ O  |
| Südost-Rügen | Biosphärenreservat Südost-Rügen · Karte von Deutschland                                     | Mecklenburg-Vorpommern                                                                 | 22.900           | 349           | 3204            | 19.347                | 1991               | 54° 20′ 0″ N, 13° 39′ 0″ O   |
| Thüringer Wald | Biosphärenreservat Vessertal-Thüringer Wald · Karte von Deutschland                         | Thüringen                                                                              | 17.081           | 562           | 1949            | 14.570                | 1979               | 50° 36′ 0″ N, 10° 48′ 0″ O   |

## Nationales Biosphärenreservat ohne UNESCO-Anerkennung
| Biosphärenreservat      | Karte                                                              | Bundesland     | Gesamtgröße [ha] | Kernzone [ha] | Pflegezone [ha] | Entwicklungszone [ha] | UNESCO-Anerkennung | Koordinaten                |
| ----------------------- | ------------------------------------------------------------------ | -------------- | ---------------- | ------------- | --------------- | --------------------- | ------------------ | -------------------------- |
| Karstlandschaft Südharz | Biosphärenreservat Karstlandschaft Südharz · Karte von Deutschland | Sachsen-Anhalt | 30.034           | 918           | 9760            | 19.356                | steht aus          | 51° 30′ 0″ N, 11° 10′ 0″ O |

## Ehemaliges Biosphärenreservat
| Biosphärenreservat | Karte                                                       | Bundesland | Gesamtgröße [ha] | Kernzone [ha] | Pflegezone [ha] | Entwicklungszone [ha] | UNESCO-Anerkennung | Koordinaten                  |
| ------------------ | ----------------------------------------------------------- | ---------- | ---------------- | ------------- | --------------- | --------------------- | ------------------ | ---------------------------- |
| Bayerischer Wald   | Biosphärenreservat Bayerischer Wald · Karte von Deutschland | Bayern     |                  |               |                 |                       | 1981 bis 2007      | 48° 58′ 42″ N, 13° 23′ 22″ O |